# Phalangopsis
Phalangopsis is een geslacht van rechtvleugeligen uit de familie krekels (Gryllidae). De wetenschappelijke naam van dit geslacht is voor het eerst geldig gepubliceerd in 1831 door Serville.

## Soorten
Het geslacht Phalangopsis omvat de volgende soorten:
- Phalangopsis arenita Mews & Sperber, 2008
- Phalangopsis bauxitica Mews & Sperber, 2008
- Phalangopsis carvalhoi Costa Lima & Costa Leite, 1953
- Phalangopsis flavilongipes Desutter-Grandcolas, 1992
- Phalangopsis gaudichaudi Saussure, 1874
- Phalangopsis longipes Serville, 1831
- Phalangopsis speluncae Mello-Leitão, 1937